# Leptotrichus syrensis
Leptotrichus syrensis là một loài chân đều trong họ Porcellionidae. Loài này được Verhoeff miêu tả khoa học năm 1902.